# Cruz Roja Española
Cruz Roja Española (CRE) es una institución de carácter voluntario que desarrolla su actividad bajo la protección del Gobierno de España y el Alto Patronazgo de los Reyes de España. Forma parte del Movimiento Internacional de la Cruz Roja y de la Media Luna Roja.

## Historia

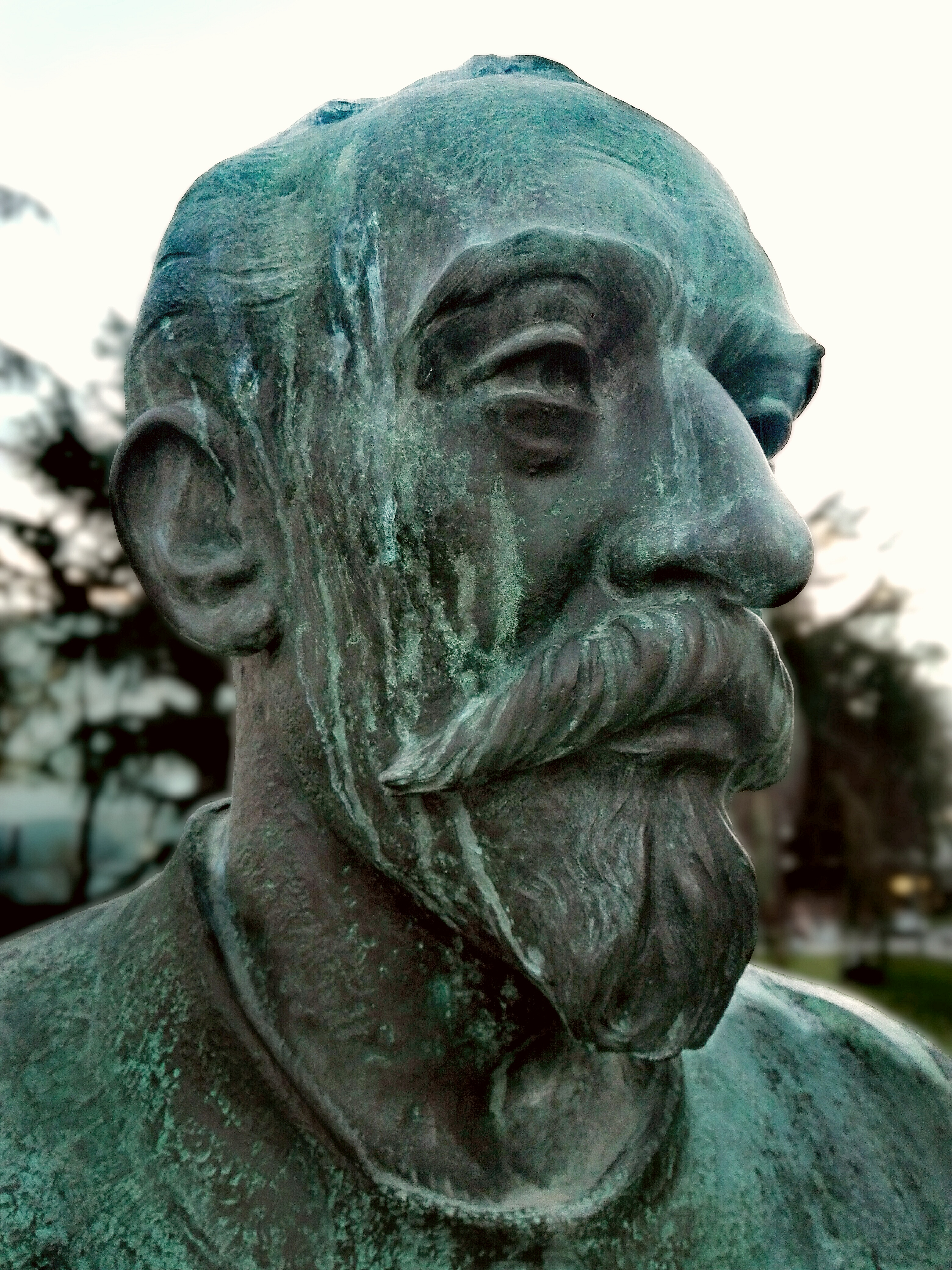
Nicasio Landa, cofundador de la Cruz Roja Española

La Cruz Roja en España se organizó en 1864 bajo los auspicios de la Orden hospitalaria de San Juan de Jerusalén y con el apoyo de la reina Isabel II que envió representantes a la Conferencia Diplomática reunida en Ginebra de la que salió la Convenio de Ginebra para mejorar la suerte que corren los militares heridos de los ejércitos en campaña, siendo España una de las primeras firmantes de la declaración fundacional de la Cruz Roja internacional. Nicasio Landa, fundador de la Cruz Roja navarra, y José Joaquín Agulló y Ramón, marqués de Ripalda, formaron la delegación española que daría lugar a la fundación de la Cruz Roja Internacional y posteriormente a la creación de la Sección Española de la Asociación Internacional de Socorros a Heridos en Campaña de Mar y Tierra el 6 de julio de 1864, primera denominación de lo que sería luego la Cruz Roja Española. Desde entonces, los distintos gobiernos de la nación han estado representados de una forma u otra en el seno de Cruz Roja. 
En sus orígenes, su actuación estuvo centrada en intervenciones humanitarias en caso de conflicto armado, como por ejemplo, en 1870 en la Guerra Franco-Prusiana, siendo el primer envío de ayuda humanitaria que realizó la Cruz Roja Española, y durante la Tercera Guerra Carlista en 1872. Fue en esta última contienda donde la entidad levantó su primer hospital en el país, concretamente en Miranda de Ebro, dirigido por Concepción Arenal con un total de 65 camas.
En 1873 con la Rebelión cantonal tiene lugar su primera actuación marítima, aparece en Cartagena la primera ambulancia marítima de la historía el vapor «Buenaventura» el buque neutral que enarboló la insignia de la Cruz Roja, bajo la presidencia de Don Antonio Bonmatí y Caparrós que dirigió la operación.
Debido a los conflictos bélicos en África en 1918, se produjo una fuerte expansión de sus centros sanitarios, llegando a sumar cerca de 36 hospitales. En un panorama de carencias generalizadas en materia sanitaria, la red de Cruz Roja tuvo un especial significado, siendo dirigida la misión de la cruz roja en el Rif por Carmen Angolotti, Duquesa de la Victoria, la cual organizó hospitales en Melilla, Larache y Tetuán.

### Guerra Civil
Entre 1936 y 1939, en plena guerra civil española, realizó una importante actividad. A principios del conflicto, tras el golpe de Estado, el Comité Central de la Cruz Roja Española pidió al Comité Internacional una intervención directa en el conflicto, debido al problema de la existencia del bando Republicano y otro bando sublevado que surgió internamente tras el golpe de Estado, existiendo dos facciones dentro de la misma CRE. Ambos bandos fueron fundamentales para reducir los males de la guerra: suministraban víveres, enviaban material sanitario, protegían las evacuaciones y servían de intermediarios en las comunicaciones (cartas, telegramas) entre familias separadas por el frente y en el intercambio de prisioneros. 
Canje de 2500 hombres

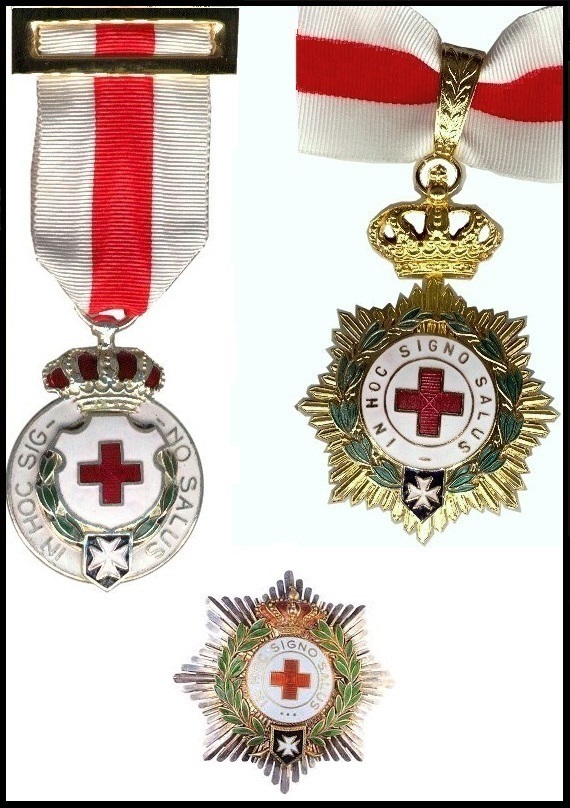
Distinciones de la Cruz Roja Española

El 20 de septiembre de 1937 la prensa informaba de un canje de 2.500 hombres de entre 18 y 45 años entre los dos bandos contendientes en la Guerra Civil a través de Cruz Roja Española. El canje iba dirigido a 2.500 hombres de los que se encuentren en libertad en la zona franquista por un número igual, edad y condiciones de los que se encuentran en embajadas, consulados y demás edificios diplomáticos de la zona republicana.
Finalizada la guerra civil española, se disolvió el Comité Central del bando republicano, siendo sus miembros posteriormente perseguidos por el gobierno de la Dictadura franquista, y partiendo la mayoría de ellos al exilio en Francia.
La experiencia adquirida en estos periodos se empleó en la intervención ante posteriores desastres que tendrían lugar en todo el territorio nacional (incendios, inundaciones, accidentes de todo tipo, etc).
En la década de los setenta, se produjo un aumento de los accidentes de tráfico que requerían una rápida respuesta, debido al incremento en el número de automóviles y viajes por carretera. Como respuesta a esta nueva situación, la Institución terminó la red de Puestos de Primeros Auxilios en las carreteras españolas, un proyecto que había comenzado durante la Segunda República Española. 
Al mismo tiempo, a través de la Cruz Roja del Mar se iniciaron las tareas de socorro en el mar y en aguas interiores y el salvamento de náufragos, que se convertiría en uno de los servicios más conocidos y valorados por la opinión pública.

### Modernización
En esta década comienza en la fundación el mayor periodo de cambio y ya en los ochenta se completa, creciendo su actividad en número y en campos de actuación y servicios que dan un nuevo sentido a la misma. A partir de 1985 se produce una reorganización que trae consigo la democratización de la Institución, la potenciación de la participación de los voluntarios, etc.

Pero es a partir de los noventa cuando se produce la gran modernización de la institución y su adaptación a los nuevos retos que planteaba la sociedad Española, dando respuesta a otras áreas de intervención y no exclusivamente a las emergencias sanitarias. Por un lado, la consolidación de la intervención social con los colectivos vulnerables (personas mayores, refugiados e inmigrantes, afectados de sida, drogodependientes, infancia y juventud, población reclusa, discapacitados, mujer en dificultad social). Por otro, el espectacular incremento de los programas internacionales (cooperación al desarrollo, ayuda humanitaria, cooperación institucional) que ha supuesto un importante incremento de los recursos humanos y materiales dedicados a este ámbito. Todo ello acompañado por un proceso de modernización de las estructuras y democratización y mayor autonomía.

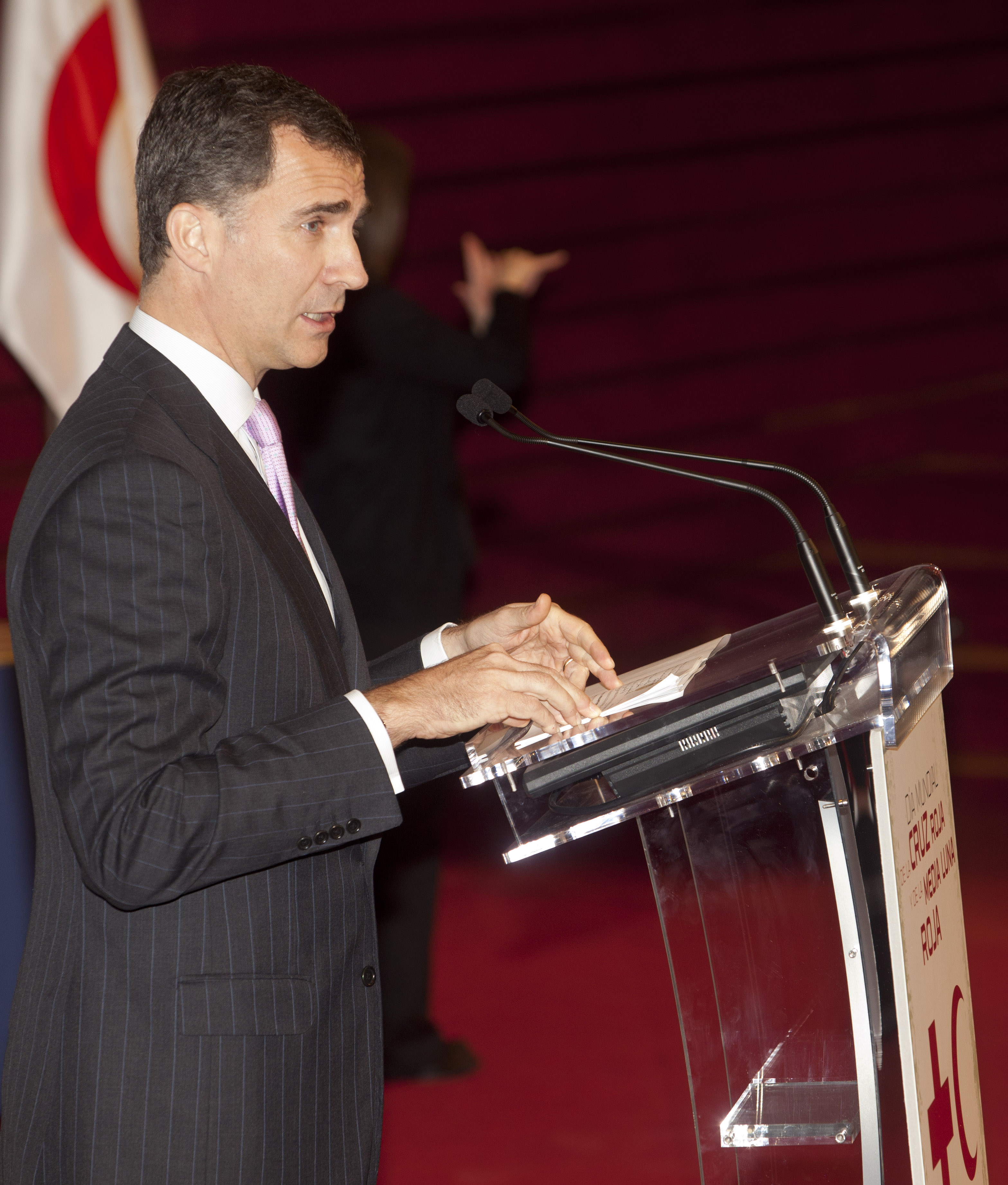
El príncipe Felipe en el Día Internacional de la Cruz Roja de 2012 en Vitoria

En 1996, tras la criticada gestión de Carmen Mestre como presidenta de la institución y el consecuente rechazo social por estos hechos, el Consejo de ministros aprueba un Real Decreto por el que el nombramiento de los presidentes de Cruz Roja deja de ser competencia gubernamental. Posteriormente se redactan unos nuevos Estatutos que refuerzan la independencia de la Institución y el papel de la Asamblea General.
En la historia reciente cabe mencionar su intervención durante los atentados del 11-M en Madrid, movilizando a casi 900 voluntarios entre médicos, forenses, enfermeros, psicólogos y coordinando una extensa red de donación de sangre y atención telefónica. También fueron reseñables las intervenciones en el accidente de Spannair y el terremoto de Lorca.
Entre 2021 y 2022 Cruz Roja Española realizó un cambio de imagen corporativa completo tras varios años de trabajo. En su manual de estilo y de organización se incluyen los siguientes cambios: se desarrolla el nuevo logotipo donde se suprimen los gentilicios (dejando un nombre único como Cruz Roja), se permiten las lenguas cooficiales del Estado, se cambian la tipografía y colores corporativos, se unifican los documentos, se modifica la uniformidad de los equipos de emergencias, se modifica la rotulación de todos los vehículos, se incorporan las normas ISO 9001 e ISO 14001 para Socorros y Emergencias y se reorganiza internamente creándose las áreas de conocimiento. Con ello se pretende renovar la imagen de la entidad y acercarse más a la población. Además, cada año cambia de lema adaptando la publicidad de cada área en redes sociales al lema anual.
A partir de 2023, María del Mar Pageo ocupa la presidencia de Cruz Roja Española, sucediendo a Javier Senent. Durante su gestión, Senent implementó una normativa histórica en la organización que limita los mandatos presidenciales a un máximo de ocho años, política que, aplicada por primera vez, marcó el término de su periodo al frente de la institución.

## Organización interna

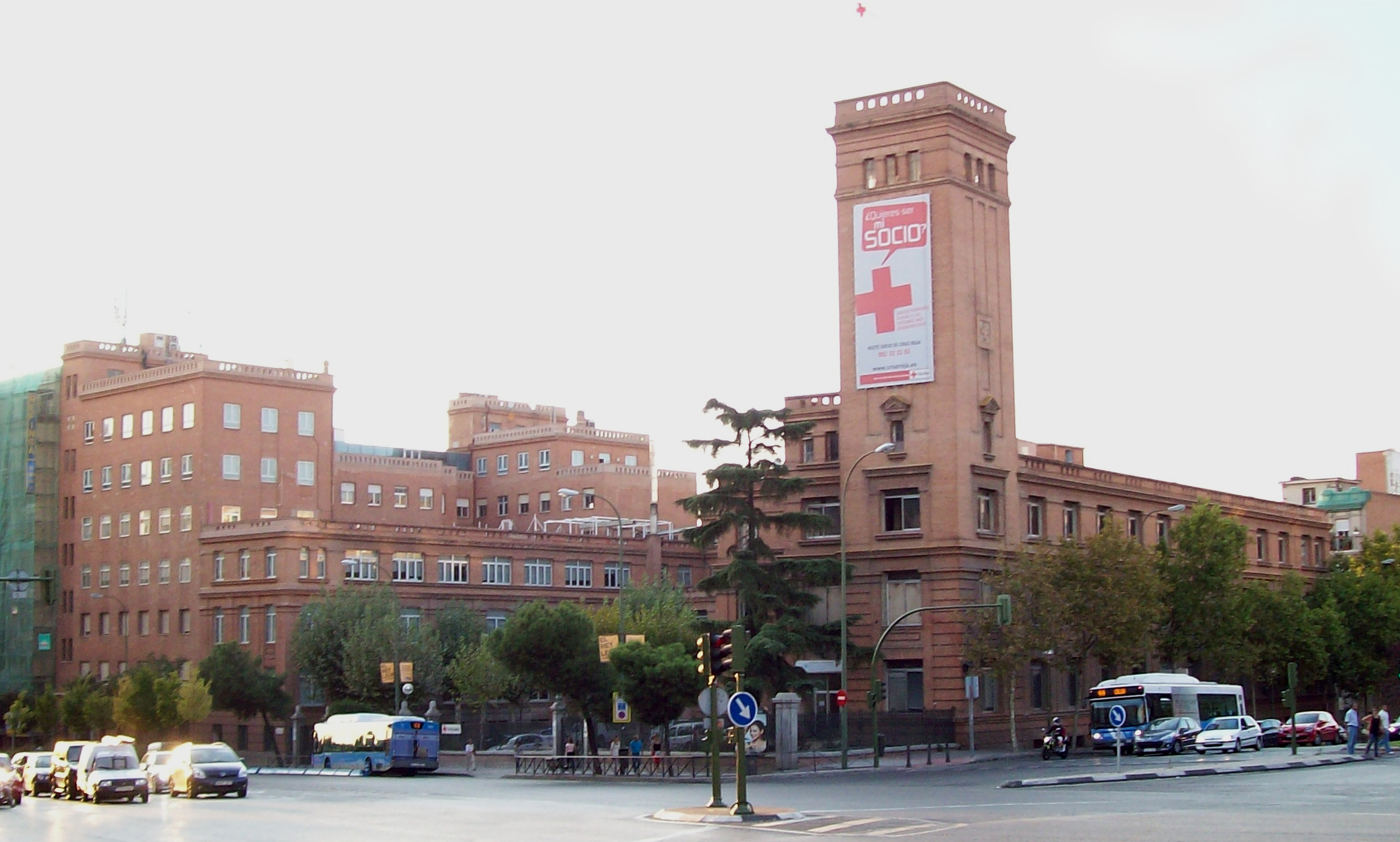
Oficina Central de Cruz Roja Española, en Madrid

La Cruz Roja Española tiene una estructura federal, compuesta por Asambleas Locales, Comarcales e Insulares, Comités Provinciales y Autonómicos así como una Oficina Central (ámbito nacional).
Cada cuatro años el/la Presidente/a de Cruz Roja Española, en conformidad de los acuerdos del Comité Nacional, convoca elecciones para la renovación de los órganos de gobierno, asesoramiento y control de la Institución, pudiendo ejercer el derecho a voto las personas físicas, miembros activos (voluntarios/as) o suscriptores (socios/as de Cruz Roja), mayores de 16 años e inscritos en el censo correspondiente y de acuerdo con el resto de requisitos del Reglamento General Orgánico.
De entre los miembros de las Asambleas autonómicas se eligen los integrantes de los Comités que, estructurados en ámbitos territoriales, constituyen los órganos de gobierno:
- Local, se constituyen los Comités Locales, Comarcales o Insulares;
- Provincial, los Comités Provinciales;
- Regional, los Comités Autonómicos;
- Nacional, la Asamblea General y el Comité Nacional que elige al máximo representante de la Institución: el presidente/a de Cruz Roja Española.

Asimismo, la Asamblea General elige a los miembros de los órganos de control y asesoramiento: la Comisión Nacional de Garantías de Derechos y Deberes y la Comisión Nacional de Finanzas.

## Atención a las personas

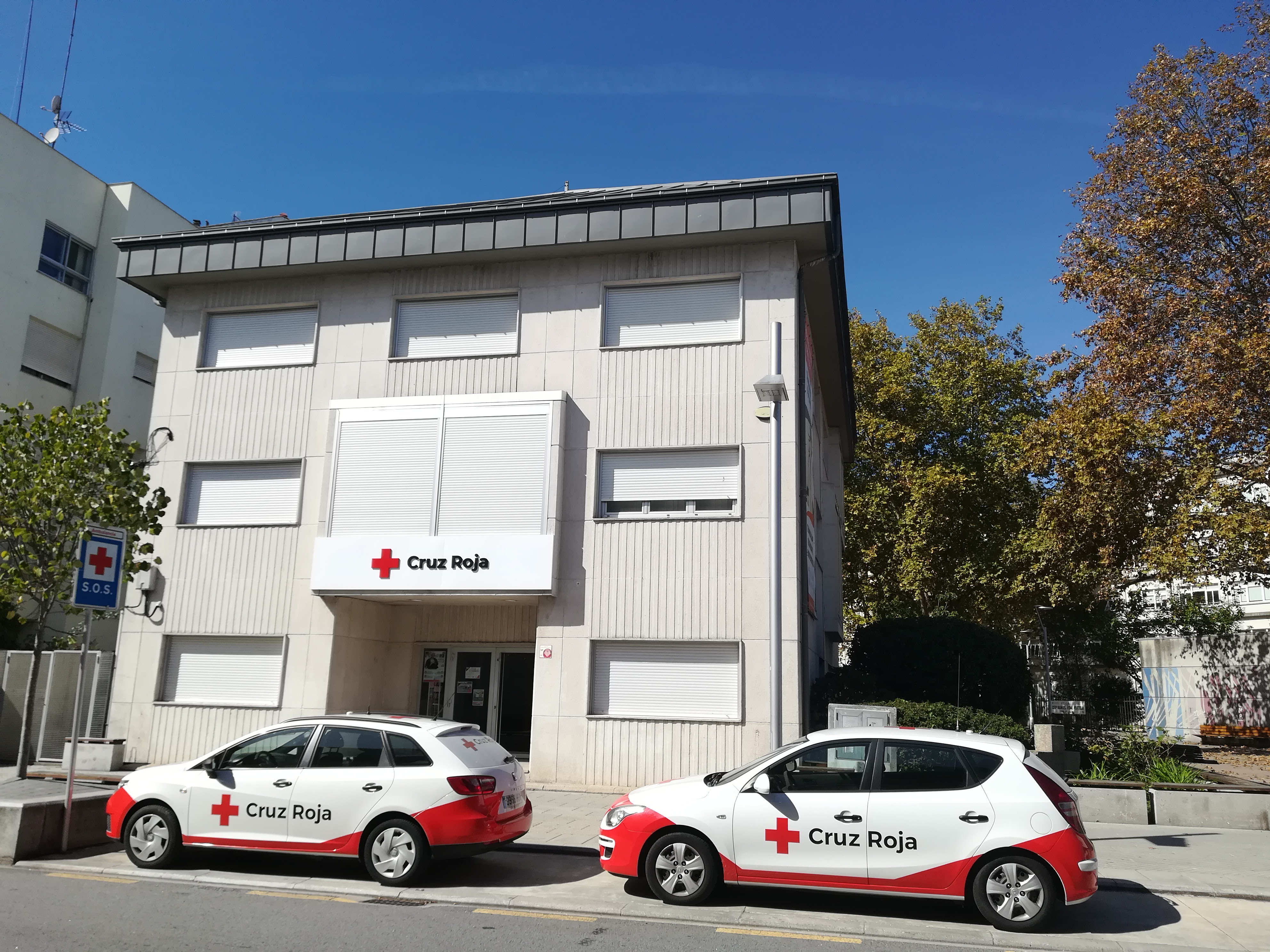
Oficina Provincial de Cruz Roja Española, en Pontevedra

El 11 de septiembre de 2018 puso en marcha en el Centro de Operaciones y Servicios Digitales de su Oficina Central, el "Servicio de Información de Cruz Roja", que pretende realizar una escucha activa en redes sociales y todo el entorno digital, apoyar en situaciones de emergencia y además garantizar la atención de las diferentes solicitudes de información y servicios que la ciudadanía plantea a la organización por los diferentes canales disponibles: en la actualidad: teléfono gratuito 900 22 11 22, correo electrónico, página web, redes sociales y un nuevo chat web puesto en funcionamiento a mediados del pasado mes de mayo de 2019. En esta línea, seguirá incorporando en un futuro los canales oportunos en los que detecte necesidad. 
El objetivo de la creación de este Servicio es para que Cruz Roja sea más eficaz frente a las demandas de la ciudadanía y que pueda atender todas las solicitudes de la población indistintamente la temática y el canal que empleen. Además, gracias a este servicio y al nuevo modelo adoptado, se optimiza tanto los recursos como el tiempo de respuesta y resolución de la demanda.
Este Servicio de Información está operativo de lunes a viernes de 10 a 20 horas. El horario de atención se ha determinado tras realizar un estudio del volumen de las demandas entrantes y se continuará revisando en próximos análisis.
El Servicio, previamente a su puesta en marcha, ha trabajado con las diferentes personas referentes de las áreas de cada departamento a fin de realizar argumentarios y procedimientos sobre cada temática y poder así abordar las demandas de forma óptima por parte del Servicio de Información. Evitando, dentro de lo ordinario, derivar a la persona a otro canal o vía para satisfacer su demanda.
Además, Cruz Roja Española tiene más de 600 puntos de atención por todo el territorio nacional a través de sus sedes.

## Vehículos
Siguiendo el alfabeto ICAO, los vehículos de Cruz Roja en España se denominan:
Alpha: Ambulancia de SVB.
Alpha Mike: Ambulancia de SVA.
Mike: Vehículo marino.
Romeo: Vehículo de intervención de emergencias/rescate.
Tango: Vehículo de transporte terrestre.

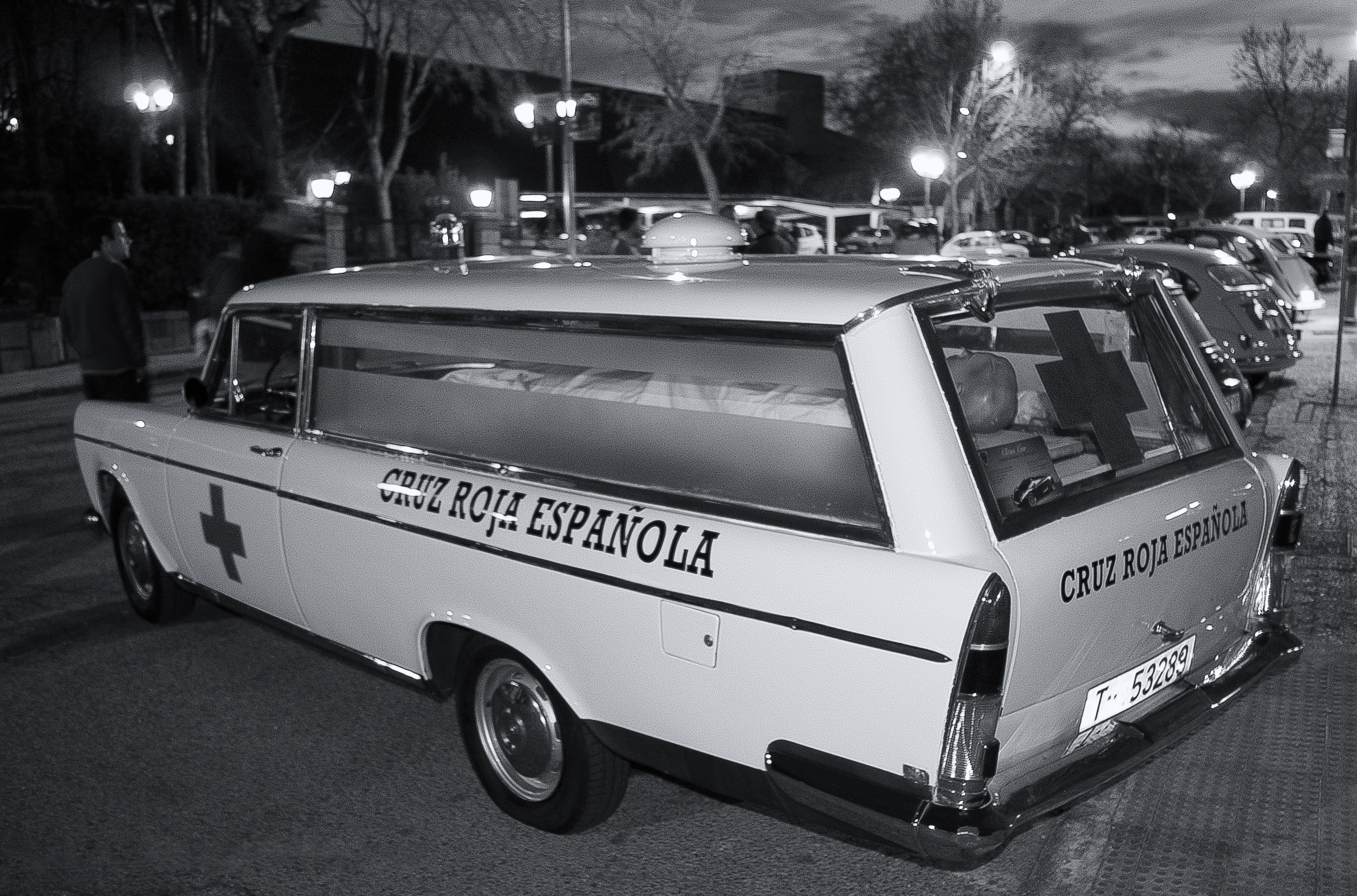
Ambulancia Seat 1500 de la Cruz Roja Española de 1967
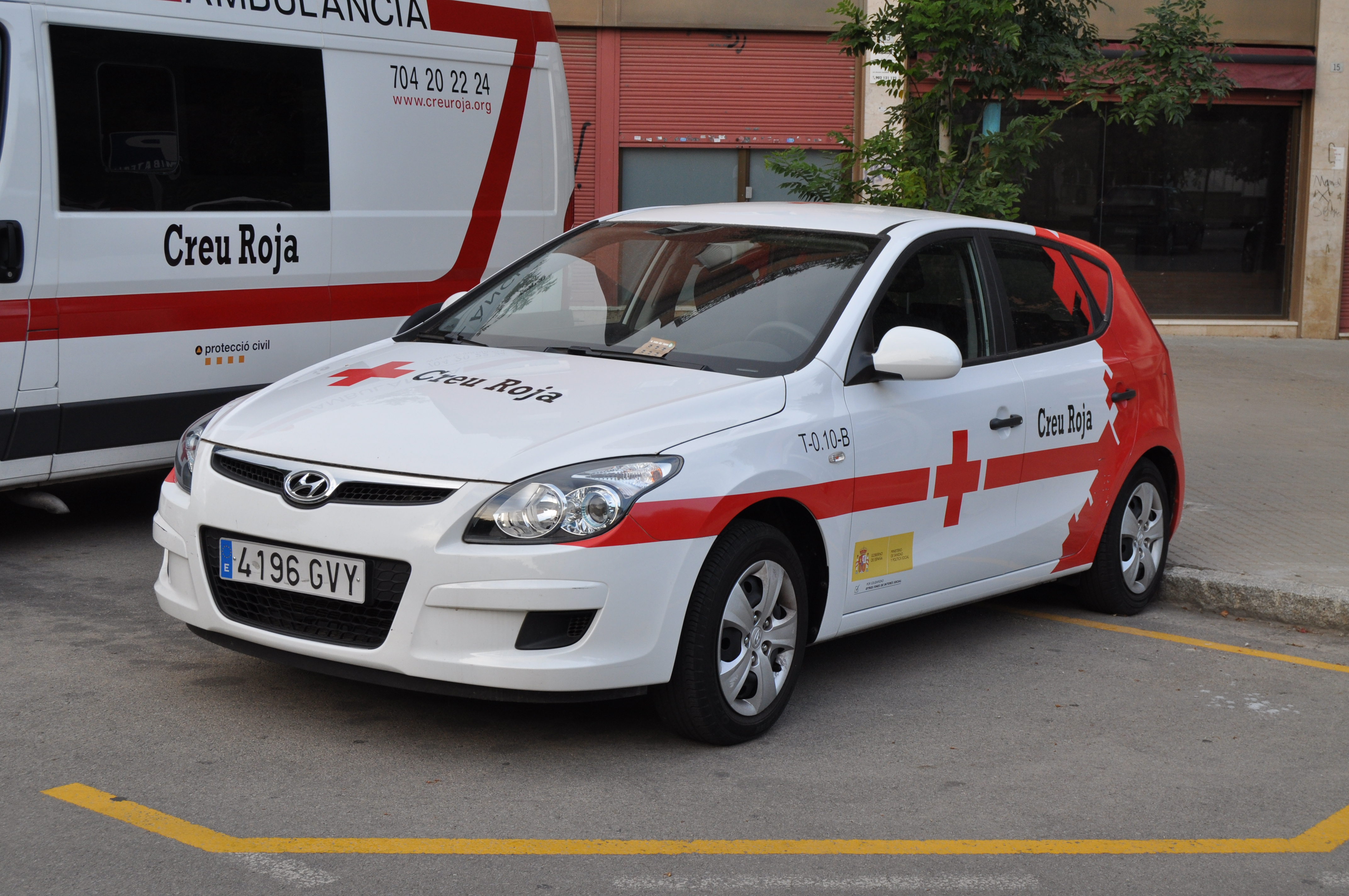
Automóvil de la Cruz Roja Española en Mollet del Vallès
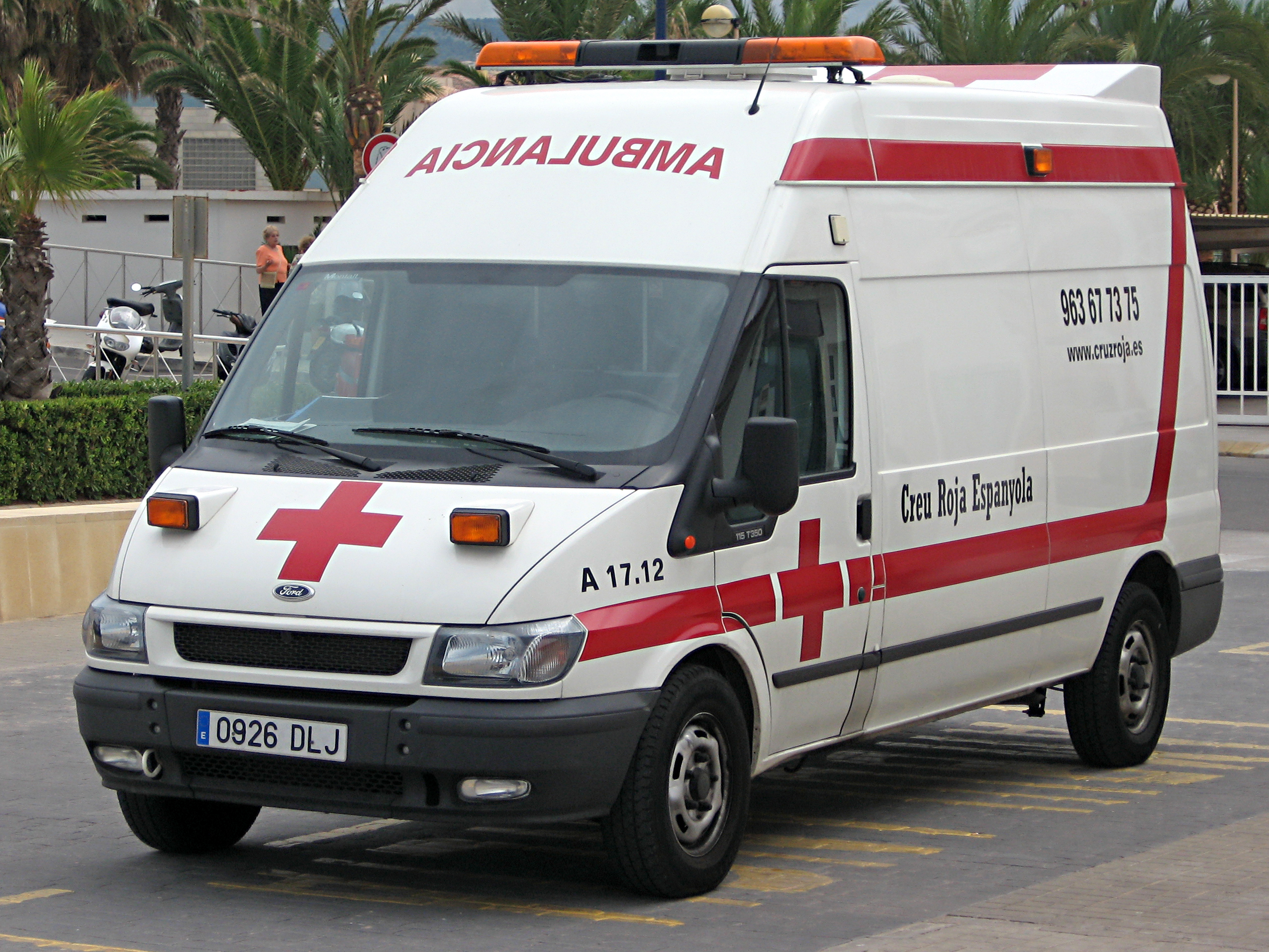
Ambulancia de la Cruz Roja Española en Miramar
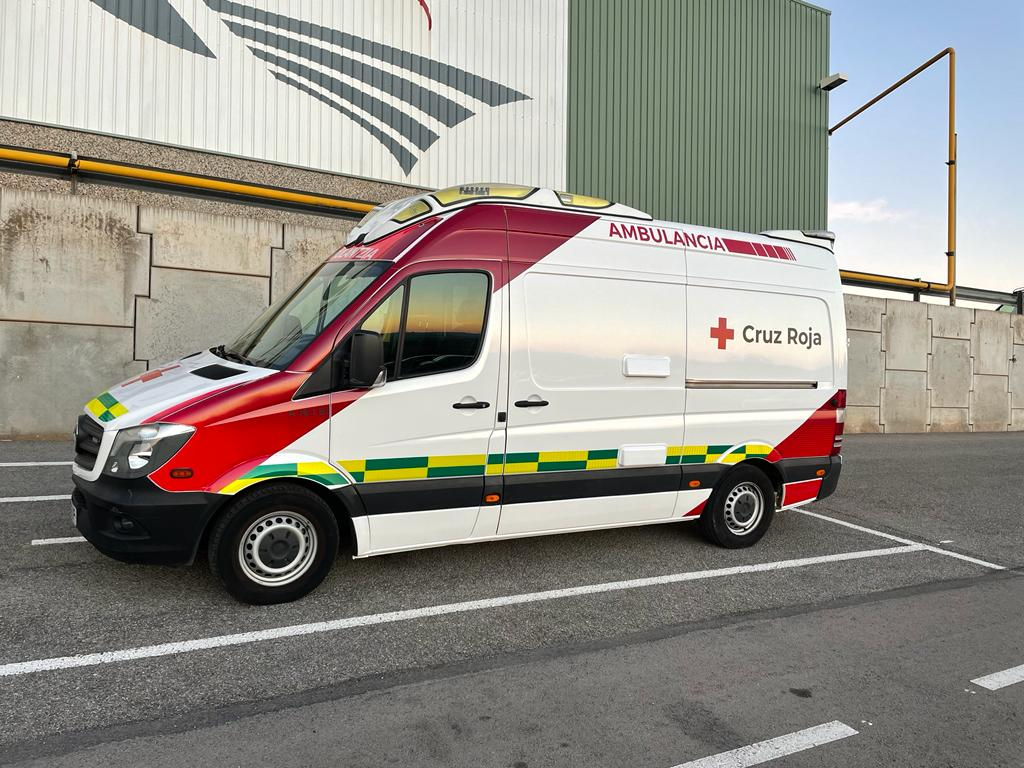
Ambulancia de Cruz Roja en Vizcaya (rotulación 2022 en adelante)
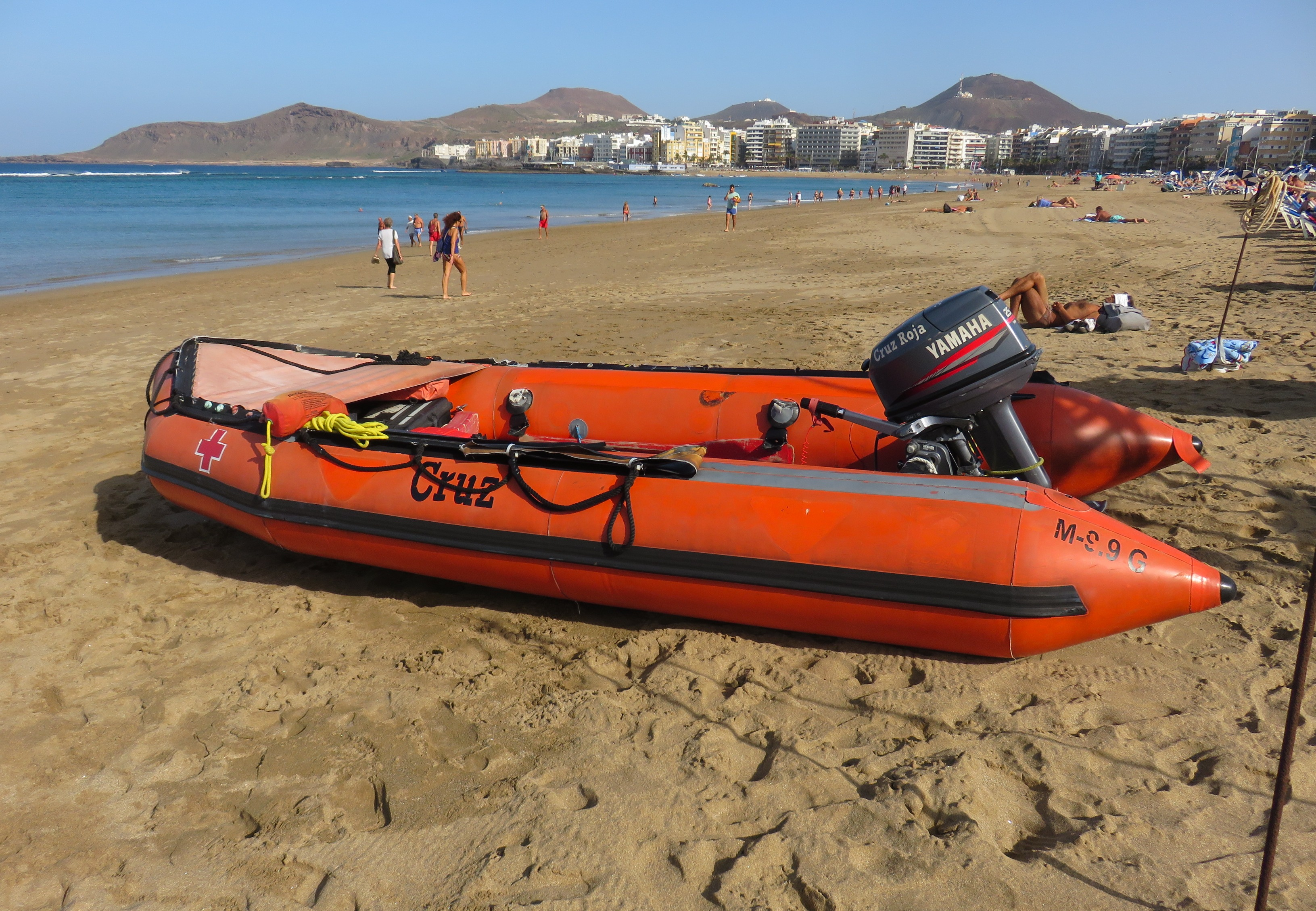
Lancha de la Cruz Roja Española en la playa de Las Canteras, en Las Palmas.